# San Juan (rivier in Argentinië)
De San Juan is een rivier in de provincie San Juan in Argentinië. De rivier begint bij de plaats Calingasta, in het zuidwesten van de provincie, waar de Rio Castano en de Rio de los Platos bij elkaar komen. De rivier eindigt waar het de Desaguadero river instroomt.
De rivier doorstroomt een gebied met geringe neerslag. De rivier wordt gevoed door smeltwater uit de Andes en na het voorjaar daalt de watertoevoer. In de zomer kunnen korte hevige regens een forse stijging van het waterpeil tot gevolg hebben. De rivier heeft op sommige plaatsen kloven uitgesleten in het landschap.
Het debiet is ongeveer 56 m3 per seconde. De rivier heeft een lengte van 500 kilometer en het stroomgebied is 39.000 km2 groot, dat is ongeveer de helft van het totale oppervlak van de provincie.
Bij de Ullumdam wordt het water tegengehouden. Het stuwmeer voor de dam is zo’n 12 km2 groot en bevat zo'n 440 miljoen m3 water. Het water wordt gebruikt voor de irrigatie van onder andere de wijngaarden in de provincie en voor de opwekking van elektriciteit.